# Devylderia
Devylderia is een geslacht van rechtvleugeligen uit de familie Lentulidae. De wetenschappelijke naam van dit geslacht is voor het eerst geldig gepubliceerd in 1923 door Sjöstedt.

## Soorten
Het geslacht Devylderia omvat de volgende soorten:
- Devylderia acocksi Brown, 1960
- Devylderia bothai Dirsh, 1956
- Devylderia capensis Dirsh, 1956
- Devylderia coryphistoides Sjöstedt, 1923